# Nill De Pauw
Nill De Pauw (* 6. Januar 1990 in Kinshasa) ist ein ehemaliger kongolesisch-belgischer Fußballspieler. Der Flügelspieler stand zuletzt in Belgien bei Royal Antwerpen unter Vertrag. Er war Nationalspieler der Demokratischen Republik Kongo.

## Hintergrund
Die Mutter von Nill De Pauw ist Kongolesin, der Vater ist Belgier. Er besitzt sowohl die kongolesische als auch die belgische Staatsbürgerschaft.

## Karriere

### Verein
Nill De Pauw wuchs in Belgien auf und trat dem FC Oppuurs aus Oppuurs, 29 Kilometer südlich von Antwerpen, bei, bevor er zu Sporting Lokeren, 30 Kilometer von seiner bisherigen Wirkungsstätte entfernt, wechselte. Am 21. März 2009 debütierte er im Alter von 19 Jahren beim 2:0-Auswärtssieg gegen RAEC Mons in der ersten belgischen Liga, als er für Marcel Mbayo eingewechselt wurde. Sein Durchbruch gelang De Pauw in der Saison 2010/11, als er sich in der Stammelf von Sporting Lokeren festsetzte und in 35 Partien in der regulären Saison sowie in den Meisterschafts-Play-offs 6 Tore erzielte. Diese Leistungen bestätigte Nill De Pauw auch in der folgenden Saison, die Belohnung war die Teilnahme an der UEFA Europa League, wo Sporting Lokeren in den Play-offs gegen Viktoria Pilsen ausschied. Sofern De Pauw nicht verletzt war, war er gesetzt.
Danach ging er nach Frankreich in die Ligue 1 zu EA Guingamp, wo er in seiner zweiten Saison als Leistungsträger 2 Tore vorbereitete und 4 weitere Treffer selbst erzielte und somit an 6 von 46 Toren der Bretonen beteiligt war. Danach kehrte Nill De Pauw nach Belgien zurück und schloss sich dem Europa-League-Teilnehmer SV Zulte-Waregem an. In seiner ersten Saison spielte er mit diesem Verein in der Gruppenphase, aus der SV Zulte-Waregem ausschied. Im westflämischen Waregem war De Pauw in beiden Spielzeiten Stammspieler und empfahl sich für einen Vertrag beim türkischen Erstligisten Çaykur Rizespor, wo er allerdings  nicht an seine Zeit beim SV Zulte-Waregem anknüpfen konnte. Nach einem halben Jahr zog es ihn nach Griechenland zu Atromitos Athen, für die er in neun Punktspielen 3 Torvorlagen gab.
Im Sommer 2020 kehrte der Flügelspieler erneut nach Belgien zurück, wo er einen Vertrag bei Royal Antwerpen mit einer Laufzeit von zwei Jahren unterzeichnete. In seiner ersten Saison bestritt er 24 von 40 möglichen Ligaspielen für Antwerpen, in denen er ein Tor erzielte, sowie ein Pokalspiel. Dazu kam noch ein Einsatz von wenigen Minuten am 2. Spieltag der nächsten Saison. Sein Vertrag wurde mit Ablauf der Saison 2021/22 nicht verlängert. Nachdem er sich noch zehn Monate um einen neuen Verein bemühte, gab er Mitte April 2023 das Ende seiner Karriere als Profifußballer bekannt.

### Nationalmannschaft
Nill De Pauw absolvierte von 2005 bis 2006 16 Spiele für die belgische U16-Nationalmannschaft und schoss dabei 5 Tore. Daraufhin lief er von 2006 bis 2007 19 Mal für die U17-Auswahl auf, in denen er ebenfalls 5 Treffer erzielte. Für die U18-Junioren spielte De Pauw im Jahr 2008 in 9 Partien und blieb dabei ohne Torerfolg. In der Folgezeit spielte von 2008 bis 2009 Nill De Pauw 15 Mal für die belgische U19-Nationalmannschaft und markierte 8 Tore. Für die U21-Auswahl der Belgier kam er von 2009 bis 2012 in 10 Spielen zum Einsatz und schoss 1 Tor.
Am 22. September 2020 wurde De Pauw für die A-Nationalmannschaft der Demokratischen Republik Kongo nominiert, als er für den Kader für die Freundschaftsspiele gegen Burkina Faso und Marokko berufen wurde. Gegen Burkina Faso bestritt am 9. Oktober 2020 er sein einziges Länderspiel.